# Raquetbol en los Juegos Centroamericanos y del Caribe

Raquetbol

La prueba de Raquetbol fue admitida en los Juegos Centroamericanos y del Caribe desde la décima sexta edición que se celebró en Ciudad de México en México en 1990.

## Medallero
Actualizado Barranquilla 2018
| # | País                 |    |    |    | Total |
| - | -------------------- | -- | -- | -- | ----- |
| 1 | México               | 44 | 9  | 7  | 60    |
| 2 | Venezuela            | 2  | 10 | 11 | 23    |
| 3 | República Dominicana | 1  | 10 | 15 | 26    |
| 4 | Puerto Rico          | 1  | 3  | 3  | 13    |
| 5 | Costa Rica           | 0  | 6  | 11 | 17    |
| 6 | Guatemala            | 0  | 5  | 9  | 14    |
| 7 | Cuba                 | 0  | 2  | 1  | 3     |
| 8 | Colombia             | 0  | 1  | 8  | 9     |
| 9 | Belice               | 0  | 0  | 1  | 1     |
| 9 | Panamá               | 0  | 0  | 1  | 1     |

- Datos: Q56275855